# David Hellebuyck
David Hellebuyck, né le 12 mai 1979 à Nantua, est un footballeur français évoluant au poste de milieu de terrain.

## Biographie
Formé au Concordia FC de Bellegarde-sur-Valserine puis remarqué par Lyon à 14 ans, David Hellebuyck ne réussit toutefois pas à s'y imposer. Il dispute son premier match en Division 1 le 8 avril 1999 avec l'OL face au FC Sochaux (4-1). Il signe son premier contrat professionnel durant l'été 1999. Il ne compte que trois matches en D1 en décembre 1999 et se voit transféré à l'EA Guingamp, alors en D2. 
Sous la conduite de Guy Lacombe, il retrouve confiance en ses qualités et tente alors l'aventure hors de l'Hexagone en signant dans le club suisse du FC Lausanne-Sport. Avec ce dernier, il dispute 32 matches en championnat lors de la saison 2000-2001 et même 2 matches en Coupe UEFA.
Il rentre en France dès l'été 2001 pour rejoindre l'AS Saint-Étienne où il est titulaire sur le flanc gauche de l'attaque des Verts pendant cinq saisons. Il glane alors sa seule ligne de palmarès en senior à ce jour en étant sacré Champion de Ligue 2 en 2004.
David Hellebuyck rejoint le Paris Saint-Germain en juillet 2006 à la suite d'un échange de joueurs entre les deux clubs, Christophe Landrin rejoignant l'ASSE. Au PSG, il retrouve un ancien entraîneur en la personne de Guy Lacombe et réalise une très mauvaise saison comme celle de son club, se voyant même relégué en équipe réserve (CFA). 
N'ayant joué que 12 matchs sous les couleurs parisiennes, il est transféré dès le mois de juillet 2007 à l'OGC Nice pour 800 000 €. Ses débuts sous ses nouvelles couleurs sont plus que convaincants. Il devient rapidement un titulaire indiscutable du club azuréen.
Au début de saison 2010-2011, il débute en tant que titulaire mais est contraint dès la troisième journée de stopper le début de sa saison dû à sa blessure qui dure depuis deux saisons à son genou.
En décembre 2010, il subit une arthroscopie du ménisque externe du genou gauche et devrait être indisponible au moins six mois. Début 2011, il participe à un entrainement spécial et commence à retoucher au ballon.
Alors que la suite de sa carrière était remise en cause, Hellebuyck se rétablit rapidement et, parvient à revenir avant la fin de la saison, lors d'une rencontre face à l'Olympique de Marseille, où il rentre en cours de jeu. Il se distingue par une passe décisive et une frappe sur la barre transversale. Il finit la saison en forme, redevenant même titulaire à la fin de la saison. Pendant l'été, il marque le but de la victoire niçoise face à l'Udinese, au Stade du Ray. 
Il réalise à nouveau un bon début de saison, et est récompensé de ses efforts le 15 octobre 2011, en marquant le deuxième but niçois face aux Girondins de Bordeaux lors de la victoire 3-0 des Aiglons. 
Le 30 octobre, il est expulsé par l'arbitre Saïd Enjimi face au FC Sochaux. C'est la toute première fois que David Hellebuyck reçoit un carton rouge en L1 et seulement le deuxième fois de sa carrière après celui reçu en Coupe de la Ligue face à Auxerre, en 2007.
Il met fin à sa carrière, le 30 mai 2012 en raison de blessures récurrentes au genou.

## Statistiques
| Saison                | Club                  | Championnat           | Championnat | Championnat | Championnat | Coupe(s) nationale(s) | Coupe(s) nationale(s) | Coupe(s) nationale(s) | Compétition(s) continentale(s) | Compétition(s) continentale(s) | Compétition(s) continentale(s) | Compétition(s) continentale(s) | Total | Total | Total |
| Saison                | Club                  | Division              | M.          | B.          | P.d.        | M.                    | B.                    | P.d.                  | Comp.                          | M.                             | B.                             | P.d.                           | M.    | B.    | P.d.  |
| 1998-1999             | Olympique lyonnais    | Ligue 1               | 2           | 0           | 0           | -                     | -                     | -                     | -                              | -                              | -                              | -                              | 2     | 0     | 0     |
| 1999-2000             | Olympique lyonnais    | Ligue 1               | 1           | 0           | 0           | -                     | -                     | -                     | -                              | -                              | -                              | -                              | 1     | 0     | 0     |
| Sous-total            | Sous-total            | Sous-total            | 3           | 0           | 0           | -                     | -                     | -                     | -                              | -                              | -                              | -                              | 3     | 0     | 0     |
| 1999-2000             | EA Guingamp           | Division 2            | 19          | 1           | 0           | 3                     | 1                     | 0                     | -                              | -                              | -                              | -                              | 22    | 2     | 0     |
| Sous-total            | Sous-total            | Sous-total            | 19          | 1           | 0           | 3                     | 1                     | 0                     | -                              | -                              | -                              | -                              | 22    | 2     | 0     |
| 2000-2001             | FC Lausanne-Sport     | Super League          | 24          | 1           | 0           | -                     | -                     | -                     | C3                             | 8                              | 0                              | 0                              | 32    | 1     | 0     |
| Sous-total            | Sous-total            | Sous-total            | 24          | 1           | 0           | -                     | -                     | -                     | -                              | 8                              | 0                              | 0                              | 32    | 1     | 0     |
| 2001-2002             | AS Saint-Étienne      | Division 2            | 28          | 0           | 0           | 4                     | 1                     | 0                     | -                              | -                              | -                              | -                              | 32    | 1     | 0     |
| 2002-2003             | AS Saint-Étienne      | Division 2            | 31          | 2           | 0           | 5                     | 0                     | 0                     | -                              | -                              | -                              | -                              | 36    | 2     | 0     |
| 2003-2004             | AS Saint-Étienne      | Ligue 2               | 37          | 5           | 2           | 7                     | 2                     | 0                     | -                              | -                              | -                              | -                              | 44    | 7     | 2     |
| 2004-2005             | AS Saint-Étienne      | Ligue 1               | 37          | 4           | 1           | 5                     | 1                     | 0                     | C3                             | 1                              | 0                              | 0                              | 43    | 5     | 1     |
| 2005-2006             | AS Saint-Étienne      | Ligue 1               | 35          | 3           | 0           | 2                     | 0                     | 0                     | CI                             | 4                              | 0                              | 0                              | 41    | 3     | 0     |
| Sous-total            | Sous-total            | Sous-total            | 168         | 14          | 3           | 23                    | 4                     | 0                     | -                              | 4                              | 0                              | 0                              | 195   | 18    | 3     |
| 2006-2007             | Paris Saint-Germain   | Ligue 1               | 12          | 1           | 0           | 2                     | 0                     | 0                     | C3                             | 5                              | 0                              | 2                              | 19    | 1     | 2     |
| Sous-total            | Sous-total            | Sous-total            | 12          | 1           | 0           | 2                     | 0                     | 0                     | -                              | 5                              | 0                              | 2                              | 19    | 1     | 2     |
| 2007-2008             | OGC Nice              | Ligue 1               | 36          | 5           | 6           | 3                     | 0                     | 0                     | -                              | -                              | -                              | -                              | 39    | 5     | 6     |
| 2008-2009             | OGC Nice              | Ligue 1               | 37          | 1           | 7           | 6                     | 0                     | 0                     | -                              | -                              | -                              | -                              | 43    | 1     | 7     |
| 2009-2010             | OGC Nice              | Ligue 1               | 29          | 2           | 0           | 1                     | 0                     | 0                     | -                              | -                              | -                              | -                              | 30    | 2     | 0     |
| 2010-2011             | OGC Nice              | Ligue 1               | 9           | 0           | 1           | -                     | -                     | -                     | -                              | -                              | -                              | -                              | 9     | 0     | 1     |
| 2011-2012             | OGC Nice              | Ligue 1               | 12          | 1           | 1           | 5                     | 0                     | 0                     | -                              | -                              | -                              | -                              | 17    | 1     | 1     |
| Sous-total            | Sous-total            | Sous-total            | 123         | 9           | 15          | 15                    | 0                     | 0                     | -                              | -                              | -                              | -                              | 138   | 9     | 15    |
| Total sur la carrière | Total sur la carrière | Total sur la carrière | 349         | 26          | 26          | 43                    | 4                     | 0                     | -                              | 17                             | 0                              | 2                              | 409   | 30    | 28    |

## Palmarès
|  |  | - AS Saint-Etienne - Ligue 2 - Vainqueur : 2004          |
|  |  | - Équipe de France des -18 ans - Euro - Vainqueur : 1997 |